# 모리 다카지
모리 다카지(일본어: 森 孝慈, 1943년 11월 24일 ~ 2011년 7월 17일)는 일본의 전직 축구 선수이자 전 축구 지도자로 현역 시절 포지션은 수비수였다.

## 선수 시절

### 클럽
1943년 11월 24일 일본 히로시마현 후쿠야마정에서 태어나 슈도고등학교, 와세다 대학을 거쳐 1967년 우라와 레즈 입단을 통해 프로에 입문한 뒤 1977년 은퇴할 때까지 한팀에서만 활약하며 일본 사커 리그 2회 우승 및 5회 준우승, 천황배 2회 우승 및 2회 준우승 등에 기여했으며 5번의 일본 사커 리그 베스트 11에 선정되는 영예까지 안았다.

### 국가대표팀
와세다 대학에 재학 중 자국에서 열린 1964년 하계 올림픽 출전 엔트리에 이름을 올리긴 했으나 단 1경기도 출전 기회를 부여받지 못했고 그로부터 2년 후 싱가포르와의 1966년 아시안 게임 6강전 A조 1차전에서야 국제 A매치 데뷔전을 치러 팀의 5-1 대승에 이바지했고 동메달 결정전에서도 또 다시 싱가포르에 2-0 완승을 거두며 동메달을 거머쥐었다. 
그리고 1968년 하계 올림픽에도 출전하여 일본 축구 역사상 사상 첫 메달 획득에 기여했고 1970년 아시안 게임에도 출전하여 4강 진출에 일조했으나 동메달 결정전에서 인도에 0-1로 패하며 2회 연속 아시안 게임 메달 획득에 실패했으며 1976년 A매치 통산 56경기 2골의 기록을 남긴 후 국가대표팀 유니폼을 반납했다.

## 은퇴 후
1980년 11월 일본 A대표팀의 감독 대행으로 지도자 생활을 시작한 이후 이듬해인 1981년 4월 일본 대표팀의 정식 감독으로 승격되어 1982년 아시안 게임, 1984년 하계 올림픽 아시아 지역 예선, 1986년 FIFA 월드컵 아시아 지역 예선, 1986년 아시안 게임을 지휘했다.
그 뒤 1992년 친정팀인 우라와 레즈의 감독 부임을 통해 15년만에 친정팀으로 복귀하여 천황배 4강 진출을 이끌었으나 리그에서는 별다른 성과를 거두지 못한 채 이듬해인 1993년 우라와 레즈와 결별했으며 1998년 아비스파 후쿠오카의 감독을 맡았으나 이곳에서도 이렇다할 성과를 거두지 못하고 1시즌만에 감독직에서 물러났다. 
이후 2006년 일본 축구 명예의 전당에 헌액되었으며 2011년 7월 17일 도쿄도 메구로구에서 향년 67세의 일기로 생을 마감했는데 이날은 일본 여자 대표팀이 2011년 FIFA 여자 월드컵 결승전에서 승부차기까지 가는 혈전 끝에 여자 축구 세계 최강팀이자 여자 월드컵 최다 우승팀인 미국을 3-1로 따돌리고 역사상 첫 여자 월드컵 우승을 차지한 날이기도 하다.

## 통계
| 일본 | 일본 | 일본 |
| 연도 | 출전 | 득점 |
| ---- | ---- | ---- |
| 1966 | 4    | 0    |
| 1967 | 5    | 1    |
| 1968 | 4    | 0    |
| 1969 | 4    | 0    |
| 1970 | 13   | 0    |
| 1971 | 3    | 0    |
| 1972 | 8    | 0    |
| 1973 | 1    | 1    |
| 1974 | 1    | 0    |
| 1975 | 9    | 0    |
| 1976 | 4    | 0    |
| 통산 | 56   | 2    |